# Свенети
Свенети (груз. სვენეთი) — село в Грузии, на территории Горийского муниципалитета края (мхаре) Шида-Картли.

## География
Село находится в центральной части Грузии, на берегах реки Тортла (левый приток реки Меджуды), на расстоянии приблизительно 3 километров (по прямой) к северо-востоку от города Гори, административного центра муниципалитета. Абсолютная высота — 642 метра над уровнем моря.

## Население
По результатам официальной переписи населения 2014 года в Свенети проживало 1383 человека (676 мужчин и 707 женщин). В национальной структуре населения грузины составляли 99,6 %.
| Год  | Население, человек |
| ---- | ------------------ |
| 2002 | 1412               |
| 2014 | ↘ 1383             |